# 生物物理学
生物物理学（せいぶつぶつりがく、英: biophysics）は、生命システムを物理学と物理化学を用いて理解しようと試みる学際科学である。生物物理学は、分子スケールから一個体、果ては生態系まで、全階層の生物学的組織を研究対象とする。生化学、ナノテクノロジー、生物工学、システム生物学と密接に関係し、研究領域を共有することが多い。
分子生物物理学は、生化学や生物物理学が扱う生物学の問題に取り組むが、問題解決に対して定量的なアプローチを取ることが常である。一細胞内におけるさまざまなシステム（RNA生合成、タンパク質生合成など）の間に起こる相互作用の理解、およびこれら相互作用の調節機構の理解に挑戦する。そしてこれらの問題を解くために、多種多様な実験手法が用いられる。
蛍光イメージング、電子顕微鏡法、X線結晶構造解析、核磁気共鳴分光法（NMR）、原子間力顕微鏡法（AFM）を用いて、生物学的に重要な構造体の可視化を行うことが多い。構造体のコンフォメーション変化の計測には、二重偏光干渉測定法（DPI）や円偏光二色性分析法（CD）などの技術を用いることが多い。光学ハサミや原子間力顕微鏡を用いて分子を直接操作する技術も、力や距離がナノスケールで問題となる生命現象をモニターする時に利用される。分子生物物理学者によく見られる特徴として、複雑な生命現象を数々の相互作用単位から成るシステムとして捉えることが多く、このシステムは統計力学、熱力学、化学反応速度論の立場から理解することが可能であると考えることが多い。多岐にわたる諸分野からの知識や実験手法などを用いることで、個々の分子や複合体間に起こる相互作用、または構造体そのものを直接的に観察、モデル化、操作などを行うことが出来るようになった。
生物物理学は、構造生物学や酵素反応速度論といった分子細胞生物学的なテーマを扱うことが伝統的に多かったが、今日では研究対象となる分野が飛躍的に拡大しつつある。生物物理学では物理学、数学、統計学などから派生したモデルや実験手法を、組織や臓器、生物集団や生態系などさらに大きなシステムに応用することが、近年ではますます多くなっている。

## 下位分野
近年では、生物物理学という名を冠した組織が大学の学科として設置されているところもあるが、分子生物学、生化学、化学、情報工学、数学、医学、薬理学、生理学、物理学、神経科学など多くの学科で、分野横断的に扱われることもある。以下に示すリストでは、各学科がどのように生物物理学を包含しているのか、その一部の例を示している。
- 生物学・分子生物学 - 遺伝子調節、一分子タンパク質力学、生体エネルギー学、パッチクランプ法、バイオメカニクス
- 構造生物学 - オングストローム分解能でのタンパク質構造、核酸構造、脂質構造、糖質構造、およびこれらの複合体構造
- 情報工学 - 神経ネットワーク、生体分子・薬剤データベース
- 計算科学 - 分子力学シミュレーション、分子ドッキング、量子力学
- バイオインフォマティクス - 配列アラインメント、構造アラインメント、タンパク質構造予測
- 数学 - グラフ／ネットワーク理論、人口モデリング、力学系、系統学
- 医学・神経科学 - 神経ネットワーク（実験的・理論的を含む）、膜透過性、遺伝子治療、癌の理解
- 薬理学・生理学 - チャネル生物学、生体分子相互作用、細胞膜、ポリケチド
- 物理学 - 生体分子自由エネルギー、確率過程、力学
- 量子生物学 - 量子力学の言葉で生命現象を記述しようとする分野。これらの分野は、量子コンピューティングの分野における応用可能性を示唆している。
- 農学 - アグロノミー